# امزکتا
امزکتا (به اسپانیایی: Amezketa) یک شهرستان در اسپانیا است که در استان گیپوسکوا واقع شده‌است.